# Die Kunst des Erzählens
Die Kunst des Erzählens ist ein 2011 auf Deutsch erschienenes Sachbuch von James Wood. Er zeigt an vielen Beispielen, wie Autoren trotz ihrer als traditionell geltenden auktorialen Erzählung durch die Verwendung der erlebten Rede, durch Detailbeschreibungen und genaue Beobachtung Texte produzieren, die sich aus der traditionellen Allwissenheit in Richtung objektiverer, personaler Perspektiven bewegen. Wood ist fasziniert von der Erzählkunst der realistischen Romane des 19. Jahrhunderts, deren Kritik meist auf einem überzeichneten Bild des klassischen Erzählens beruhe; seiner Meinung nach seien heutige literarische Genres Varianten in einem weitgefassten Begriff von Realismus.
Woods setzt sich mit berühmten Kritikern des Erzählens auseinander, deren kategorische Thesen er aufgrund empirischer Analysen einschränkt. So äußert er unter anderem Zweifel an Roland Barthes’ These von den „irrelevanten Details“, an den „flachen“ und „runden“ Charakteren E. M. Forsters und an den Dialogen ohne Autorenkommentare von Henry Green.
Die Betrachtungen, die sich an Autoren, Kritiker und Leser wenden, sind thematisch in elf Themenkomplexe und 123 nummerierte Abschnitte unterschiedlicher Länge gegliedert. Neben bis zu fünfseitigen Ausführungen stehen kurze Notizen von nur wenigen Zeilen. Die Gedankenführung innerhalb der Themenkomplexe hat daher manchmal einen mehr assoziativen als systematischen Charakter. Anmerkungen, eine Bibliografie und ein umfangreiches Register unterstützen die Brauchbarkeit.

## Auktorialer Erzähler und erlebte Rede
Wood beginnt seine Betrachtungen mit einer Argumentation gegen die Kritik an der Er-Erzählsituation und verteidigt den auktorial-allwissenden Erzähler, den W. G. Sebald als „Hochstapler“ ablehnte. Wood möchte dagegen das bis zur Karikatur überzeichnete Bild der Unzuverlässigkeit des Er-Erzählers zurechtrücken: „Ein wirklich unzuverlässiges Erzählen kommt eigentlich sehr selten vor.“ Er versucht nachzuweisen, dass jede Form der erlebten Rede die Er-Erzählung in Richtung einer personalen Perspektive verschiebt: „Die Geschichte des Romans [kann] als die Herausbildung der erlebten Rede erzählt werden.“
An mehreren Beispielen untersucht Wood, wie in erlebter Rede die Sichtweisen und Gefühle einer Figur mit der Kommentierung des Autors  und so der traditionelle Er-Erzähler mit der Figurenperspektive verbunden wird: „Wir befinden uns in Allwissenheit wie in Parteilichkeit.“ Im modernen Roman verliere der auktoriale Erzähler seine Allwissenheit, wenn er sich „um die Figur schmiege“, „mit ihr verschmelze“ und ihre Art des Denkens und Sprechens annehme: „Die Allwissenheit des Romanciers gerät schon bald zu einer Art Mitwisserschaft. Man nennt dies erlebte Rede.“ An Beispielen von Henry James, James Joyce, Jane Austen, John Updike und anderen zeigt Wood, wie schon die Verwendung eines einzelnen Wortes die Perspektive der Er-Erzählung zu einer personalen Wahrnehmung verschieben kann: Ein solcher Satz „pulsiert, atmet ein und aus, bewegt sich hin zu der Figur und fort von ihr.“
Ebenso greife die auktoriale Ironie das Lächerliche einer Figur auf und verbinde durch die Verstärkung des Autors beide Perspektiven miteinander. Ironie ist für Wood eine Form, die kritisierte Allwissenheit hinter sich zu lassen und sich auf eine Figur „distanzierend zuzubewegen“, was der sprachlichen Form nach eine „nicht-individualisierte erlebte Rede“ oder die „Perspektive eines Dorfchores“ annehme: „So gesehen bleibt fast kein Bereich des Erzählens völlig frei von erlebter Rede – und das heißt: von Ironie“ und damit von einer personalen oder Figurenperspektive. Der Gefahr der mimetischen Unterordnung unter die Sichtweise einer Figur entgehe ein Autor eben mit dieser Ironie und auch dadurch, „über ihre Innenperspektive hinweg“ mit seiner Autorensprache oder der Sprache der Welt zu schreiben.

## Flauberts objektivierende Beobachtung
Wood spricht Gustave Flaubert mit seinen Werken eine Epochengrenze zu: „Mit ihm beginnt alles. Es gibt tatsächlich ein Zeitalter vor Flaubert und ein Zeitalter nach ihm. [...] Kein Romancier vor Flaubert dachte so bewusst über erzähltechnische Fragen nach.“ Flauberts Realismus sieht Wood auch als Auflösung der auktorialen Allwissenheit durch die spezielle Darstellung der Dingwahrnehmung seiner Figuren: „Flauberts neuer realistischer Stil basiert auf dem Einsatz des Auges – des auktorialen und des Auges der Figur“, die „in den Straßen wandelt, schaut, beobachtet und überlegt.“ Damit habe Flaubert als Figur den Typ des Flaneurs geschaffen, des mit der Entstehung der Großstädte verbundenen „Wahrnehmungsvertreters“ oder des „auktorialen Kundschafters“, der aus einer Fülle von beobachteten Details einige in seiner Darstellung hervorhebt.
Flaubert habe mit seiner Technik letztlich der Entzauberung des auktorialen Erzählers vorgearbeitet, auch wenn die hartnäckigste Beteuerung einer zufälligen Auswahl der Details nur Fiktion sein könne: So habe Christopher Isherwood 1939 seine Objektivitätsfiktion mit der berühmten Selbstaussage begründet, er sei nur „eine Kamera mit offenem Verschluss, nehme nur auf, registriere nur, denke nichts.“ Aber Wood weist an einer Passage Isherwoods nach, dass sie wie ein „choreografiertes Ballett“ konstruiert ist; die „Spannung zwischen Autoren- und Figurenstil“ werde dadurch gelöst, dass der literarische Stil mit literarischen Mitteln zum Verschwinden gebracht werde. Diese Objektivierung, die von Alain Robbe-Grillet und Nathalie Sarraute bis zur fiktiven Auslöschung des Erzählers zugespitzt wurde, sieht Wood durch Flaubert vorbereitet.

## Relevante und irrelevante Details
Die inzwischen wegen ihrer Normalität kaum mehr sichtbaren Errungenschaften des Realismus seien nicht nur die Vermischung von Details unterschiedlicher Sinne, sondern auch die von langfristigeren Momenten und Sekundeneindrücken: „Flauberts Details gehören verschiedenen Zeitmaßen an, manche ereignen sich kurzfristig, andere kehren wieder, und doch werden sie miteinander verschmolzen, als ob sie simultan stattfänden“, eine für die realistische Prosa grundlegende Technik. Damit habe Flaubert die von der Kriegsberichterstattung vertrauter Gleichzeitigkeit von Schrecklichem und Alltäglichem vorbereitet.
„Wenn die Geschichte des Romans als die Herausbildung der erlebten Rede erzählt werden kann, so doch auch als Aufstieg des Details“, womit Wood die Entwicklung einer wachsenden Anschaulichkeit meint, die mit übergenauer Gegenständlichkeit und manchmal „lächerlicher Präzision“ unsere Aufmerksamkeit lenke. Für diese Orientierung auf das typische Dingdetail, auf die minutiöse Einzelheit, findet Wood den auf Duns Scotus zurückgehenden Begriff der „Diesesheit“, Mittel eines moderaten Realismus, der für moderne Romanciers kennzeichnend sei.
Die Verwendung von Details im Realismus werfe die Frage nach der Unterscheidung von „sprechenden Details“ und Details „außer Dienst“, Details ohne Funktion auf. In der Diskussion mit Roland Barthes weist Wood nach, dass auch auf den ersten Blick irrelevante, „überschüssige Details“ Informationen über ein Milieu, einen Zeitablauf oder die Stimmung einer Figur enthalten: „Diese Details sind nicht ´irrelevant´. Sie sind auf bedeutende Weise unbedeutend.“ Die Unterscheidung von relevanten und irrelevanten Details will Wood nicht akzeptieren, denn selbst dort, wo sie Rätsel aufgäben, hätten sie eine Funktion: Sie machen „uns so sehr zum Autor wie zum Leser; wir werden gleichsam Mitschöpfer der Figur.“ Wood räumt ein, dass das Detail zum Kult seiner selbst erstarren könne – bei Vladimir Nabokov und John Updike zeige sich in diesem überbetonenden Ästhetizismus eine eitle „Eigenpropaganda“ des beobachtenden Auges.

## Flache und runde Figuren
„Es gibt nichts Schwierigeres, als eine fiktive Figur zu erschaffen.“ Wood unterscheidet die „figurengläubigen“ von den ungläubigen Autoren, die ihren Figuren nur wenig Aufmerksamkeit widmen, und nennt eine Anzahl von resultierenden Merkmalen gelungener literarischer Figuren: Glaubwürdigkeit oder Stichhaltigkeit, das Von-Innen-heraus-Verstehen, ein unpassendes und daher interessantes Detail der äußeren Erscheinung, ein unerwartetes oder rätselhaftes Verhalten, das Zeigen von Innerlichkeit oder „menschlicher Energie“.
Wood lehnt E. M. Forsters genetische Unterscheidung von „flachen“ und „runden“ Charakteren als zu beliebig ab: „Mir wäre es ganz recht, wenn man die Idee der ´Rundheit´ als Charakterisierung von Figuren über Bord werfen könnte, weil sie uns – Leser, Autoren, Kritiker – mit einem unerreichbaren Ideal tyrannisiert. ´Rundheit´ ist in der erzählenden Prosa unmöglich.“ Wood sieht eine Inkonsequenz bei Forster, der Jane Austen „einen Platz im Lager der runden Charaktere“ zuweise, obgleich „nur ihre Heldinnen wirklich in der Lage sind, sich zu entwickeln und zu überraschen. [...] Die Nebenfiguren um sie herum bleiben im Gegensatz dazu ganz offensichtlich flach.“ Darüber hinaus seien „flache“ Figuren wie beispielsweise Casaubon in George Eliots Middlemarch, manchmal gerade wegen ihrer Monomanie interessant, ohne eine Karikatur zu sein. Forster gelinge es mit seinen Begriffen nicht zu erklären, „warum uns die meisten Dickens´schen Figuren flach vorkommen und diese zweidimensionalen Geschöpfe uns dennoch auf unerfindliche Weise bewegen.“
Wood widmet sich der Entwicklung der Darstellung psychischer Vorgänge, beginnend mit König David im Gespräch mit Gott und Menschen seiner Umgebung, über Macbeth im flüsternden Gespräch mit seiner Ehefrau und Dostojewskis Raskolnikow, der Hauptfigur in Schuld und Sühne, den sein Gewissen umtreibt, und weiteren bekannten literarischen Figuren. Wood unterscheidet einen Typ der theophrastischen, sich gleichbleibenden Charaktermerkmale von einem zweiten, moderneren Typ, in dem „Gut und Böse innerhalb der Figur gegeneinander“ kämpfen. Dieser zweite Typ erzeuge einen zusätzlichen Reichtum durch subtile Andeutungen, eine gewisse Unberechenbarkeit oder Instabilität des Ichs und die Ahnung von einer ganz anderen Seite des Charakters. Shakespeare habe die Instabilität seiner Figuren beispielsweise durch Weglassen erklärender Schlüsselelemente bis zur bewussten Rätselhaftigkeit gesteigert. Zur schärferen Konturierung dieser Typen bedient Wood sich der vorher abgelehnten Kategorien der „Flachheit“ und „Rundheit“ von Charakteren, die er glaubt, als „interessanter“ und als „komplizierter“ verstanden zu haben als ihr Erfinder E. M. Forster.
Ein grundsätzliches Problem der Anteilnahme des Autors an seinen Figuren, die aus dem Alltag bekannte Schwierigkeit der „anteilnehmenden Identifikation mit Figuren“, beschreibt Wood unter der Überschrift Anteilnahme und Komplexität. Diese prinzipielle Grenze des Verständnisses anderer Universen habe Thomas Nagel in seinen Gedankenspiel Wie ist es, eine Fledermaus zu sein radikalisiert, aber sie gelte im Prinzip für jeden, der sich in einen anderen Menschen hineinzuversetzen versuche. Wood ist optimistisch, dass die unter Umständen ausschließenden menschlichen Ziele innerhalb eines Menschen und die Inkompatibilitäten zwischen mehreren Personen sich in kleinen Kompromissen im Medium des Romans und seinen „außerordentlichen empirischen Einsichten“ lösen lassen: „Der einzige Weg, Menschen angemessen zu verstehen, [liegt darin], die Dinge aus dem Blickwinkel der jeweiligen Person zu betrachten“, literarisch in der Form der erlebten Rede.
Wood resümiert, dass für den Erfolg eines Romans dessen Figuren nicht ausschlaggebend seien: „Das Scheitern eines Romans entscheidet sich, wie ich meine, nicht daran, ob seine Figuren lebendig oder tief genug sind; ein Roman droht vielmehr zu scheitern, wenn er uns nicht beibrachte, uns auf seine Regeln einzustellen, wenn er es nicht verstand, einen spezifischen Hunger auf seine eigenen Figuren, seine eigene Wirklichkeit zu wecken.“

## Sprachliche Mittel und Dialoge
Wood untersucht bei Flaubert Musikalität und Rhythmus, da der Stil eines Autors die Assoziationen des Leser prägt. Hierfür müsse der Leser sein „drittes Ohr ausbilden“ und lernen, auf die Vermeidung geläufiger Bilder, auf sein „leichtes Stolpern“ über das Unerwartete, auf Wiederholungen mit Modifikationen zu achten. Wood wettert gegen niedrige Standards der Literaturkritik und gibt ein Beispiel seines genauen Lesens an einem Text von Saul Bellow, dessen Aufzählung von Substantiven plötzlich auf Artikel verzichtet: „So wird auch diese Passage zu einer Variante der erlebten Rede, die Isaac Brauns [der Protagonist] nervöse Angst einzufangen oder nachzuahmen sucht.“ Wood kritisiert „auch gutgemachte Unterhaltungsliteratur“ wegen ihres geringen Spektrums an „Registern“, an Sprach- und Schreibstilen, und dem aus diesem Mangel folgenden Mangel beispielsweise an komischen Effekten, der durch harte Fügungen entstehen könne.
Im Zentrum seines Interesse an Sprache stehen Bildhaftigkeit und Metaphorik, die „eine konkurrierende Wirklichkeit freisetzen“, kleine „fiktionale Explosionen innerhalb der größeren Fiktion des Romans oder der Erzählung“ – Flaubert habe über die Anstrengung seines Schreibens geklagt, „über das langsame Vorankommen, jeden Satz so behutsam und gequält auslegend wie eine Zündschnur.“ Wood untersucht beispielhaft, wie Schriftsteller den Anblick eines Kaminfeuers in Metaphern darstellen und kommentiert: „Diese vier Beispiele lehren uns, worin das Geheimnis einer mächtigen Metapher oft besteht – sie springt mit einem Satz ins Kontraintuitive, ins diametral dem Ausgangspunkt Entgegengesetzte. Flammen finden sich so weit von Blumen, Fischen, einer Handvoll oder dem Wedeln entfernt, wie man sich es nur vorstellen kann.“ Wood lobt die gemischte Metapher, die im Nebeneinander von zwei und mehr Bildern oder Klischees die Verfremdung steigert und zu einem „leichte[n] Überraschungsschock“ führe: „Die gemischte Metapher [kann] als die Essenz, ja die Hypostase des Metaphorischen betrachtet werden.“
Wood nimmt Bezug auf einen BBC-Vortrag des englischen Schriftstellers Henry Green von 1951, der forderte, Autoren müssten sich mit Erläuterungen und Kommentaren zu ihren Figuren streng zurückhalten und z. B. ihre Gedanken, Gefühle und Seelenzustände nur in ihren Dialogen ausdrücken. Wood demonstriert bestätigend mögliche Konnotationen durch kleine Änderungen in einem Dialogbeispiel, aber er zeigt an einem anderen Textausschnitt auch einschränkend, dass Green mit seinem Dogma „nicht unbedingt recht hat“.

## Realismus: seine Kritiker, seine Varianten
„Die Hauptströmungen in der Literatur der letzten zweihundert Jahre beriefen sich meistens auf den Wunsch, die ´Wahrheit des Lebens´ (oder ´wie die Dinge sich verhalten´) einzufangen“. Daher könne „auf ein universelles literarisches Motiv“ des Realismus´ geschlossen werden, „die weitgefasste, zentrale Sprache des Romans.“ Aber der Realismus in der Literatur sei heftig kritisiert worden als philosophisch dubios, langweilig, lachhaft, als ein System toter Konventionen und spießbürgerlicher Codes, die das Leben nicht erfassen, sondern verschleiern.
Hinter den Angriffen auf den Realismus stehe oft nur ein privates Kalkül: „Dichter und Romanciers [greifen] immer wieder die eine Art von Realismus [an], um für den eigenen Realismus zu plädieren.“ Beispielsweise die Genauigkeit der fotografischen Beschreibung sei wegen Auswahl und Gestaltung des jeweiligen Ausschnitts nur eine Fiktion von Objektivität: In Christopher Isherwoods 1939 erschienenem Roman Leb wohl, Berlin heiße es: „Ich bin eine Kamera mit offenem Verschluss, nehme nur auf, registriere nur, denke nichts.“ Aber sein Text sei keineswegs ein Zufallsausschnitt, sondern „ein sorgfältig choreografiertes Ballett.“ „Der ´Realismus´ und die methodischen oder philosophischen Geplänkel, die er hervorgebracht hat, wirken [...] wie Ablenkungsmanöver“ von jenem „blauen Fluss der Wahrheit“, denn Kunst sei nie das Leben selbst, sondern immer Kunstgriff, immer Nachahmung.
Die „literarische Maschinerie“ sei zwar oft „verrostet“, aber eine grundsätzliche Kritik am Realismus sei „mehr oder weniger Quatsch“. Realistisch zu erzählen, also Bezeichnung und Bezeichnetes fest miteinander zu verbinden, das funktioniere heutzutage effizient und elegant in einem Erzählstil, den man „kommerziellen Realismus“ nennen könne. Seine Verflachung, seine Leblosigkeit, seine abgedroschenen Details seien nicht der Erzählgrammatik Flauberts geschuldet, sondern seinen schlechten Kopisten – auch denen im kommerziellen Film. Konventionen seien nicht per se unwahr, auch ein ritualisiertes „Ich liebe dich“ nicht, aber durch Wiederholung würden sie abgedroschen. In diesem Umfeld bleibe es die Aufgabe von Autor, Kritiker und Leser, die gelungenen Details zu finden, die sich aus den notwendig konventionellen Elementen aller Erzählstile herausheben.
Die Frage nach der Wahrheit von Literatur sei falsch gestellt: Literatur brauche nicht (physikalisch) wahr zu sein (was immer das heißen kann), sondern müsse nur eine überzeugende Vorstellung, „eine imaginative Erfahrung auslösen, auch wenn wir vielleicht noch [zusätzlich] eine Lehre zu erteilen hoffen.“ Von einfacher Wirklichkeitstreue oder Referenzialität werde eine Last genommen, wenn die aristotelische Mimesis, die Nachahmung, als Wahrscheinlichkeit, als Plausibilität verstanden werde. Denn nicht durch Nachahmung von Wirklichkeit, sondern durch Verzerrung werde eine Verdeutlichung von Gegebenheiten erreicht: „Bloße Wirklichkeitstreue, bloße Lebensechtheit oder Lebensähnlichkeit“ erfasse weniger als ein „Realismus im weiteren Sinne von Wahrhaftigkeit gegenüber dem, wie die Dinge sich verhalten. [Dieser weite Realismus] lehrt alle, schult seine eigenen Abweichler: Er selbst ist es, der magischen Realismus, hysterischen Realismus, Fantasy, Science-Fiction oder sogar Thriller zulässt.“ Die Konzepte gegen einen Realismus der Wahrscheinlichkeit sind daher für Wood auch nur Varianten dieses weit gefassten Realismus, die auf ihre je spezifische Weise die Wirklichkeit verzerren.

## Rezeption
Boris vom Berg lobt in Literaturzeitschrift.de zwar „einen üppig bestückten literarischen Werkzeugkasten [...] samt detaillierter Gebrauchsanweisung“, kritisiert aber eine bis auf wenige Ausnahmen verengte zeitliche Perspektive auf Autoren des Realismus: „Zeitgenössische Autoren hingegen werden recht stiefmütterlich behandelt.“ Wood konzentriere sich außerdem auf den englischsprachigen Raum, was zur Folge habe, „dass vieles nicht nachvollziehbar ist, weil man die Konventionen nicht kennt, die dem Text zugrunde liegen.“
Klaus Birnstiel lobt in der FAZ Woods Perspektive, der sich in seinem neuen Buch daran versuche, was realistische Literatur erreichen könne. „Mit Diagnosen und Rezepten geht er dabei wohltuend sparsam um.“ Verzeitlichung und Visualisierung, Detail und Ganzes, Figur und Entwicklung finde Wood erstmals entfaltet und vollendet im Werk Gustave Flauberts, der zentralen Reverenz dieses Buches. Der Zusammenhang von Geschichte, Gesellschaft und Literatur habe in Woods ästhetischer Perspektive keinen Platz und wer sich von diesem Buch eine waschechte Literatur-Theorie erwarte, „wird demgemäß enttäuscht sein müssen.“ Aber die theoretische Abstinenz gereiche diesem Essay durchaus zur Ehre.
André Hille findet Woods Betrachtungen über den Roman „so ansteckend […], dass man sofort selbst einen lesen oder, noch besser, schreiben will.“ Wood versuche an vielen Beispielen, die Geheimnisse der Literatur zu lüften und zu demonstrieren, welcher Handgriff wirkt und welcher nicht. Dabei erteile er keine Anweisungen und stelle keine Regeln auf, sondern lasse Raum für Individualität und eigene Wege. „James Wood ist Kritiker, aber kritisiert nicht, und er ist Professor, aber belehrt nicht.“
Daniel Kehlmann war von der Lektüre „nach wenigen Seiten gebannt“: Vor allem die Ausführungen Woods zu den gleichberechtigten Ereignissen unterschiedlicher Dauer, den „signifikant insignifikanten Details“ und zu den seit E. M. Forster so genannten „runden Charakteren“ gehörten „zum Besten, was je zu dieser Frage gesagt wurde.“ Wood sei ein „Liebhaber des Realismus“, der viel von Flauberts Beschreibungskunst gelernt habe. Kehlmann schätzt Wood auch wegen seines Tons, der auf „Gespreiztheit und Gewicht“ verzichte und sich damit positiv von deutschen literaturwissenschaftlichen Traditionen absetze.
Der Perlentaucher Das Kulturmagazin fasst außerdem Rezensionen aus der Neue Zürcher Zeitung (12. November 2011), aus Die Tageszeitung (6. August 2011) und aus Die Zeit (28. Juli 2011) zusammen.